# ポンパーノ (SS-491)
ポンパーノ (USS Pompano, SS-491) は、アメリカ海軍の潜水艦。テンチ級潜水艦の一隻。艦名はアジ科のコバンアジ属 (英：Pompano、学：Trachinotus属) の総称に因む。日本産のコバンアジはDartと呼ばれ、Pompanoとは呼ばれない。その名を持つ艦としては3隻目。

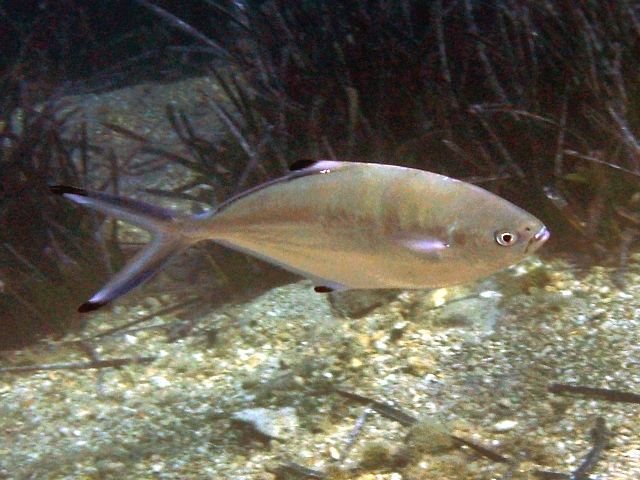
ポンパーノ（Pompano）

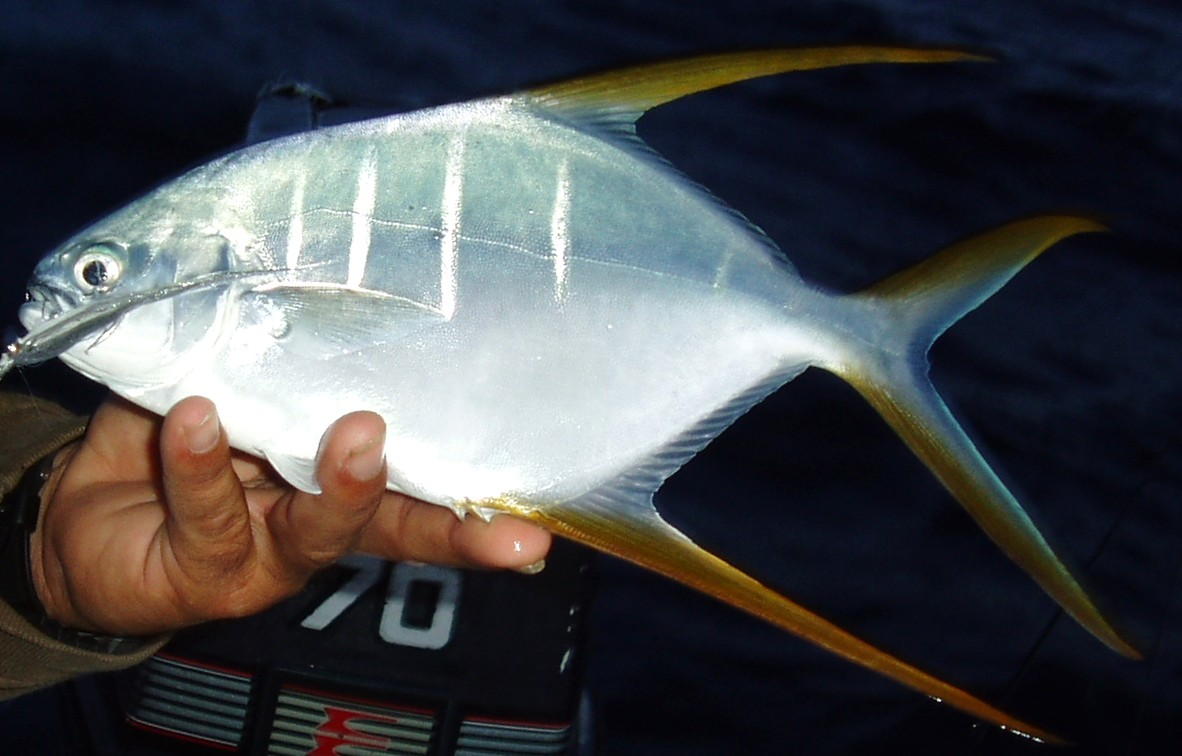
ガフトップセイル・ポンパーノ（Gafftopsail pompano）

ポンパーノの建造は1944年8月29日に認可され、1945年7月16日にメイン州キタリーのポーツマス海軍造船所で起工した。しかしながら第二次世界大戦の終了により、その建造契約は1945年8月に取り消された。